# Jean-Marc Boivin
Pour les articles homonymes, voir Boivin.
Pas d'image ? Cliquez ici
Jean-Marc Boivin, né le 6 avril 1951 à Dijon et mort le 17 février 1990, au Venezuela près du Salto Angel, est un alpiniste, skieur extrême, parapentiste, spéléologue et base-jumper français. Il a réalisé plusieurs films ayant gagné des récompenses. Il détient des records d'altitude en deltaplane et en parapente ; il a d'ailleurs été le premier à descendre l'Everest en parapente. Il a ouvert un nombre important de voies dans les Alpes et a réalisé des premières en descentes à ski. Il a été membre d'une équipe qui a établi un record en plongée sous un glacier. Jean-Marc Boivin est un pionnier dans les sports extrêmes. Il meurt de ses blessures à la suite d'un saut en base-jump dans la zone du Salto Angel au Venezuela.

## Biographie

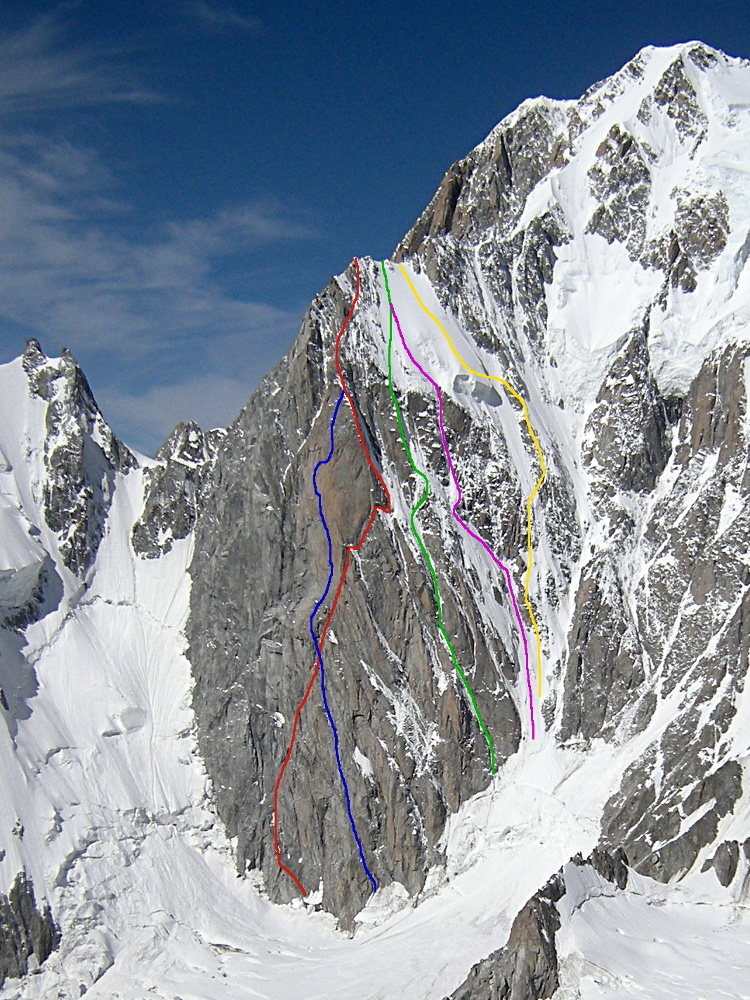
Le Grand Pilier d'Angle. En 1975 Boivin et Patrick Vallençant ajoutent une finale directe à la voie Dufour-Fréhel (en mauve) qui devient alors une classique. En 1978, Boivin parcourt en solo la voie Bonatti-Zappelli (en jaune).

Boivin est né à Dijon en 1951. Il a suivi des études secondaires à Dijon, Belfort et Tournus. Il obtient son Baccalauréat de technicien en 1971. Entre 1972 et 1973, il étudie la mécanique à Sens. En travaillant à l'usine Peugeot de Dijon, il décide de vivre pour et par la montagne. Il commença tardivement l'escalade et le ski vers l'âge de 14 ans. Jeune, il s'entraînait à l'escalade sur la falaise de Cormot, dans le cirque du Bout du Monde, près de Nolay mais aussi à Brochon, Fixin ou Saffres. Il skia dans le Jura. En 1972, il finit quatrième dans les Séries Nationales au ski. En 1973, il devint aspirant guide à l'École nationale de ski et d'alpinisme de Chamonix. La même année, il fait son service militaire au 159e régiment d'infanterie alpine à Briançon, section Éclaireurs en Montagne. À ce moment, Jean-Marc Boivin devient ce qu'il appelle « un aventurier professionnel ».

## Réalisations

### Alpinisme
Boivin est un leader de l'alpinisme de son époque, faisant des ascensions solos des voies les plus difficiles dans les Alpes durant les années 1970 : la goulotte Albinoni-Gabarrou sur le mont Blanc du Tacul en 1972, la voie Lagarde-Ségogne sur l'aiguille du Plan en 1976 et la Bonatti-Zapelli sur le Grand Pilier d'Angle en 1978. En 1975, Boivin et Gabarrou font la première ascension en direct de la face nord des Droites et de l'aiguille Verte, suivi par le Supercouloir sur le mont Blanc du Tacul. Ils seront vus comme « the young new wave of the moment » (« la jeune vague du moment ») dans la presse américaine. De fin 1982 à début 1983, à bord de la goélette Gauloise III, il participe à une expédition entre le fjord Exeter et le Paso del Vento, en Terre de Feu. Il réalise avec Jean-Louis Étienne, Dominique Marchal et Bernard Prud'homme la première traversée à ski du glacier Hiélo-Continental du 24 décembre 1982 au 2 janvier 1983. Avec Dominique Marchal, le 20 janvier 1983, il effectue la première ascension de la face sud du cap Horn. Le 31 juillet 1983, Boivin réussit l'ascension en solo de la face nord de l'Eiger en 7 heures et demie, finissant l'ascension par la directissime Harlin. Les 18 et 19 août 1983, il ouvre Ballade au clair de lune avec Éric Bellin et Martial Maïoli dans la face sud de l'aiguille du Fou,.
Il est connu pour être un leader du concept d'enchaînement dans lequel des ascensions difficiles sont enchaînées avec des descentes souvent faites en hélicoptère, en parapente, à ski ou en deltaplane. Le 14 août 1981, avec Patrick Berhault, il enchaîne l'ascension de la face sud de l'aiguille du Fou et de la directe américaine sur la face ouest des Drus, en rejoignant en deltaplane biplace le rognon des Drus depuis le sommet de l'aiguille de Blaitière. Le 20 février 1985, il fait la première ascension de la voie Bettembourg-Thivierge sur l'aiguille Verte, descendant le couloir Whymper à ski. Le 14 mars 1985, il escalade la voie Albinoni-Gabarrou sur le mont Blanc du Tacul, ensuite fait la descente de la face sud du mont Blanc du Tacul, puis escalade l'arête Kuffner au mont Maudit et fait la première descente à ski de la Kuffner en retournant en Italie par le couloir Androsace. Le 17 mars 1986, utilisant des skis, un parapente et un deltaplane, il enchaîna en moins de 24 heures l'ascension de 4 faces nord (« les 4 Glorieuses ») dans le massif du Mont-Blanc, la première ascension solo de la voie Grassi dans l'aiguille Verte, la Cornuau-Davaille finissant par la voie Boivin-Gabarrou dans Les Droites, la voie suisse dans les Courtes et le linceul aux Grandes Jorasses,. Il finit en volant 15 km jusqu'à la vallée de Chamonix après sa dernière ascension et arrivant à minuit trente,.

### Ski

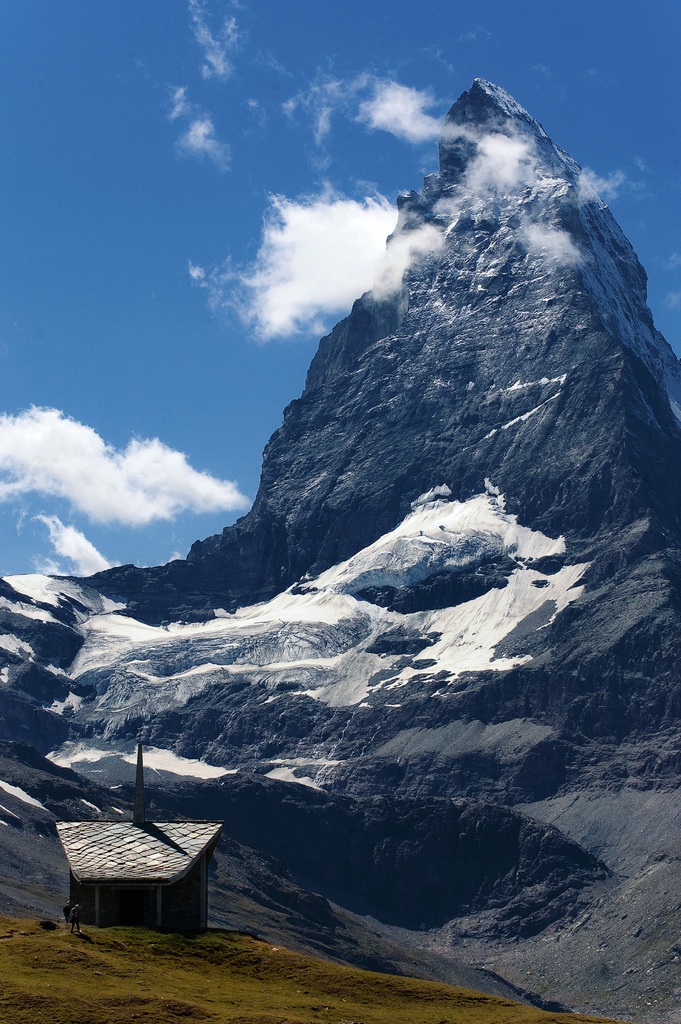
La face est du Cervin. Boivin fait la première descente à ski durant les années 1980.

Boivin a effectué plusieurs premières descentes à ski : l'éperon Frendo sur l'aiguille du Midi le 2 juillet 1977, la face sud du Huascarán, la face nord du Nevado Pisco et le Quitaraju dans les Andes en 1978, la face est du Cervin le 6 juin 1980 dans laquelle il skie sur des pentes à plus de 60 degrés (après quoi il fait en solo la voie Schmid en 4 heures et 10 minutes), le couloir Y sur l'aiguille Verte le 26 février 1985 ou encore la face du Nant Blanc sur l'aiguille Verte le 12 juin 1989. Le 17 avril 1987, il enchaîne cinq descentes, la première descente de la face sud-est de l'aiguille du Moine, la première descente de la face sud de l'aiguille du Dru, le couloir Whymper de l'aiguille Verte, la face nord-est des Courtes, finissant avec la descente des Grandes Jorasses.
Jean-Marc Boivin a fait des films de ses descentes en ski qui ont surpris et impressionné beaucoup de personnes. Marco Siffredi a déclaré qu'il avait été inspiré par Jean-Marc Boivin.

### Deltaplane, parachute et parapente

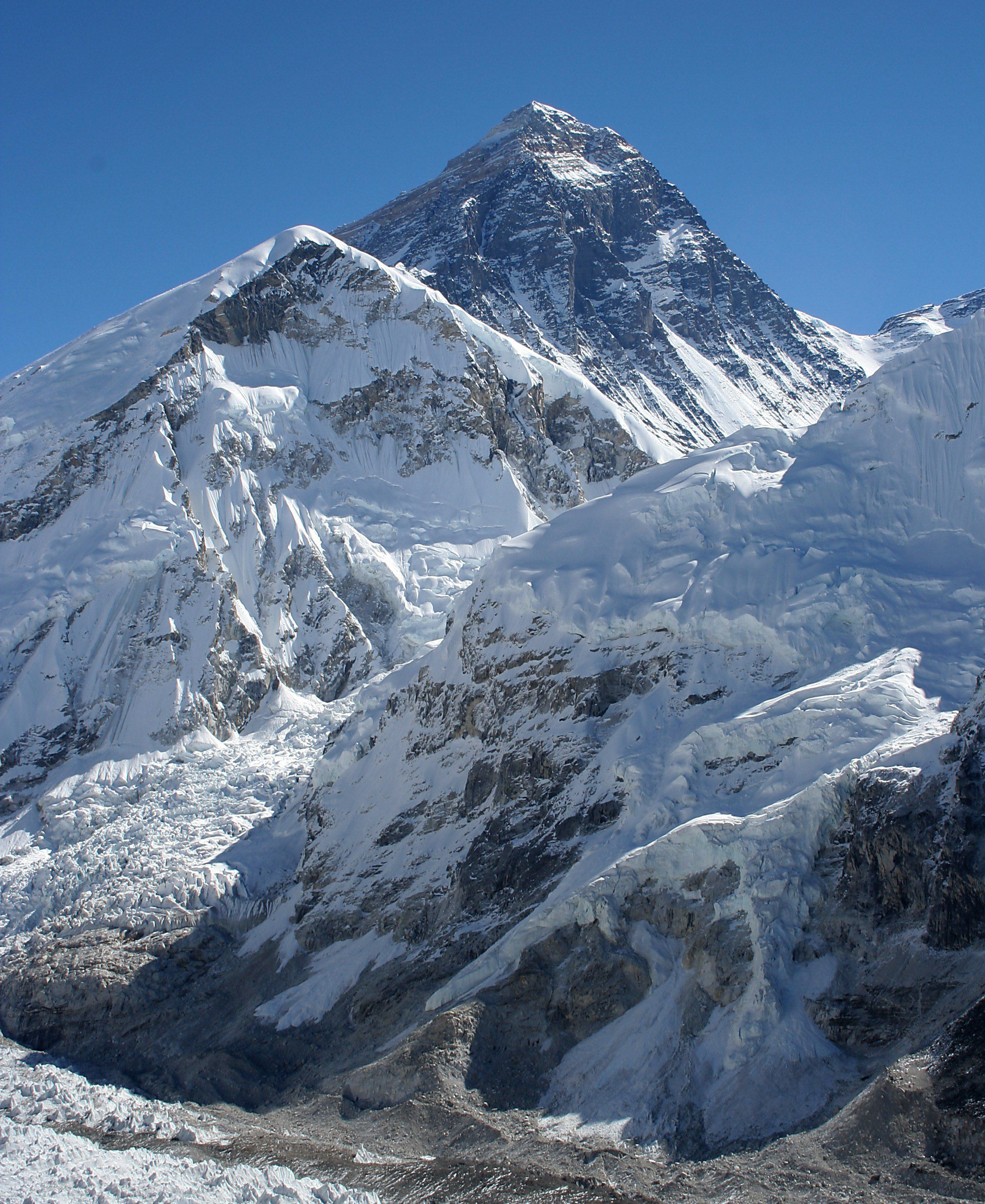
Boivin a plusieurs records sur le mont Everest en 1988 : plus haut vol en parapente, première descente en parapente et plus rapide descente de la montagne.

En 1979, Jean-Marc Boivin obtient un record d'altitude avec un deltaplane en partant du camp IV du K2 à 7 600 m d'altitude.
En 1981, il réalise un record d'altitude avec Dominique Marchal avec un deltaplane à deux places depuis le sommet de l'Aconcagua à 7 021 m d'altitude.
Le 14 juillet 1985, il obtient un nouveau record de deltaplane en partant du sommet du Gasherbrum II (il a atteint le sommet (8 035 m) la semaine précédente, le 8 juillet et est remonté pour faire son saut).
Le 15 décembre 1986, en partant de 7 000 m, il bat le record du monde de saut de précision en altitude en parachute sur le Rita Cuba Norte, à 5 200 m d'altitude, dans la Sierra Nevada de Cocuy en Colombie, pour une publicité pour Dunlop.
Le 26 septembre 1988, après avoir effectué l'ascension par la crête sud-est, Boivin réalise la première descente en parapente du mont Everest, ce qui constitue le record de la descente la plus rapide de la montagne et le plus haut vol en parapente. Boivin déclare : « J'étais fatigué quand j'ai atteint le sommet et courir à cette altitude était difficile. » Boivin a couru 20 mètres en dessous du sommet sur une pente à 40 degrés pour lancer son parapente. Il atteint le camp II à 5 910 mètres en 11 ou 12 minutes,.
Le 14 avril 1988, il parcourt une distance record de 31,5 km du mont Maudit au massif du Mont-Blanc arrivant à Orsières en ayant volé au-dessus de l'aiguille Verte, l'aiguille du Tour et la pointe d'Orny.

### Spéléologie
Les 6 et 7 novembre 1986, avec une équipe de spéléologues, Boivin réalise un record de profondeur sous un glacier. Ils plongent à une profondeur de 117 mètres sous la Mer de Glace dans leur exploration du Grand Moulin de la Mer de Glace. Du 21 août au 19 septembre 1989, lors d'une exploration sous des glaciers du Groenland, il atteint la profondeur de 123 mètres.

## Décès

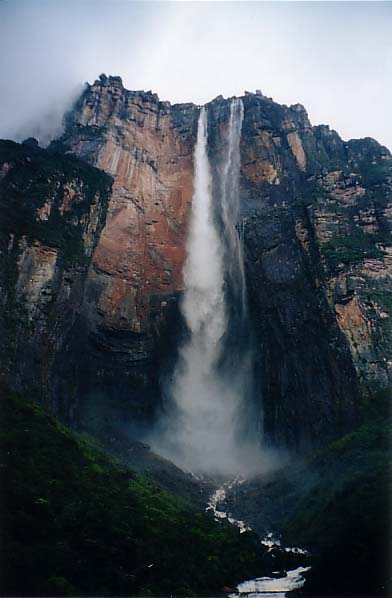
Salto Angel où Jean-Marc Boivin décède en 1990

Le 16 février 1990, suivi par une équipe de télévision filmant pour l'émission Ushuaïa, le magazine de l'extrême, Jean-Marc Boivin réussit un saut de près de 1 000 mètres en base-jump depuis la cascade du Salto Angel, la plus haute chute d'eau du monde, sur l'Auyan Tepuy, au Venezuela. Le lendemain, il décide de réitérer l'exploit depuis, cette fois, le sommet de la chute proprement dite, à 979 mètres. Or, une femme, Catherine, qui avait sauté juste avant lui s'étant blessée à l'issue de sa chute, Jean-Marc Boivin sauta juste après afin de lui porter secours. Mais, à la fin du saut, il entra en collision avec un arbre. À l'équipe venue lui porter secours en hélicoptère, il indiqua d'aller d'abord secourir la personne qui avait sauté avant lui. Lorsque l'équipe revint auprès de lui, il était décédé d'une hémorragie interne, à l'âge de 38 ans,. Il est le premier Français décédé en base-jump.

## Filmographie

### Par Jean-Marc Boivin
- Glace Extrême, 1977, 36 min, producteur et réalisateur, prix Mario Belo au festival international du film de montagne de Trento,
- Au Vent des cimes, 1978, 36 min, producteur et réalisateur,
- Aventure au Cervin, 1980, 56 min, réalisateur, produit par la Société Française de Production et Antenne 2, grand prix du festival international de film de montagne de San Sebastien et du festival de International du Film de Montagne de Trento, Prix du festival du film de Montagne à Cortina d'Ampezzo (en 1981, les trois). « Prix du Meilleur film de montagne » au festival de Tourcoing, 1983.
- Aventure à l'Aconcagua, 1981, 56 min (coréalisateur). Produit par the Société Française de Production and Antenne 2
- Aratitiyopé, 1984, 26 min (coréalisateur). Produit par Antenne 2 aet Riviera Films. Prix Feuille de Hêtre au Festival International du Film de Montagne à San Sebastian, 1985.
- L'Oiseau Rare, 1985, 26 min (coscénariste). Produit par Antenne 2 et MC4
- Descente, 1987, 26 min (coscénariste avec Jean Afanasieff). Produit par FR3 Rhône-Alpes et MC4
- Vents Contraires, 1988 (scénariste et réalisateur). Produit par TF1, FR3 Rhône-Alpes et MC4

### Au sujet de Jean-Marc Boivin
- Everest 88, 1988 (dirigé par Jean Afanasieff). Produit par FR3
- Inlandsis, 1989, 26 min. Prix « Ville de Paris » au festival de l'Aventure de Paris, 1990
- Jean-Marc Boivin: Extrêmement vôtre, 2007, 52 min (dirigé par Gilles Chappaz). Produit par Seven Doc et FR3 Bourgogne Franche-Comté

## Récompense
- International Award for Valour in Sport décerné à Londres le 5 février 1980.

Ce prix récompense le sportif le plus courageux de l'année. Il a été attribué à Jean-Marc Boivin pour son envol en deltaplane depuis le K2 (à 7 600 m d'altitude).

## Hommages
- Lycée Jean-Marc Boivin à Chevigny-Saint-Sauveur, ouvert le 5 octobre 1990[24]
- Complexe Sportif Jean-Marc Boivin à Nolay[25]
- Salle Jean-Marc Boivin au Club alpin français à Dijon[26]
- Sentier Jean-Marc Boivin, boucle de 46 km de long et 1 678 m de dénivelé à partir de Nolay[27]
- Gymnase Jean-Marc Boivin à Dijon
- Le Prix Jean-Marc Boivin au Festival du film d'aventure de Dijon. Cette récompense annuelle, présenté par sa veuve Françoise Boivin, est donné pour l'authenticité d'une aventure[28].